# Pies negros

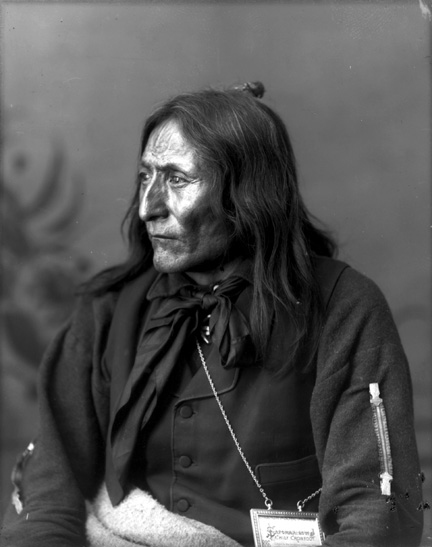
Crowfoot, jefe de la nación de los siksiká pies negros.

Los piesnegros o pies negros son una tribu de indígenas nativos de Estados Unidos y Canadá. Muchos miembros de la tribu viven actualmente como parte de la Nación Pies Negros en el noroeste de Montana, con la población concentrada en Browning.
Los pies negros están estrechamente relacionados con naciones indígenas de la provincia canadiense de Alberta. Estas primeras naciones son la Nación Kainai, los peiganos del norte y la Nación Siksiká. A veces estos pueblos y los pies negros son señalados colectivamente como la Confederación de los Pies Negros. La literatura etnográfica usa la mayoría de las veces el término «indígenas pies negros» y la mayoría de sus propios integrantes utilizan el singular «pie negro», aunque Estados Unidos y los gobiernos tribales oficialmente empleen el plural «pies negros» como en la Reserva India Pies Negros y la Nación Pies Negros según el sitio web oficial de la tribu.
Las relaciones del idioma siksiká (hablado por los indígenas pies negros) con otros idiomas de la familia algonquina indican que los pies negros vivieron en algún lugar al oeste de los Grandes Lagos. Aunque practicaban un poco la agricultura, eran parcialmente nómadas. Se trasladaron en dirección al oeste en parte por la introducción de los caballos y las armas, y se convirtieron en parte de la cultura de los indios de las Planicies a principios de 1800. La introducción del caballo se sitúa cercana a 1730.
En 1900, se estimaba que había 20 000 miembros de la tribu, y, en conteos más recientes, se calcula que son 25 000. La población descendió dramáticamente cuando el pueblo pies negros sufrió brotes de enfermedades, hambrunas y guerra, como la hambruna de 1882, cuando fracasó la última caza de bisontes americanos, o la epidemia de viruela de 1837, que mató a 6000 de ellos. Habían poseído grandes partes de Alberta y Montana, aunque, actualmente, la Reserva Pies Negros es del tamaño de Delaware, y las tres reservas de pies negros en Alberta tienen un área mucho menor.

## Origen del término «pies negros»
El nombre de la tribu deriva del hecho de que pintaban sus mocasines con motivos de color negro.
Los pies negros y otras tribus nómadas del continente americano vivían en los tipis, tiendas fáciles de montar, plegar y transportar, que solían medir 3 metros de alto por 4.5 de diámetro.

## Alimentación
Los pies negros se alimentaban de la carne de búfalo y de antílope; nunca de la de aves ni perros (éstos empleados como animales de carga). Pescaban ocasionalmente y no cultivaban plantas (solamente el tabaco con fines rituales), sino que las recolectaban, sobre todo tubérculos. Cocinaban los alimentos asándolos en una hoguera.

## El caballo

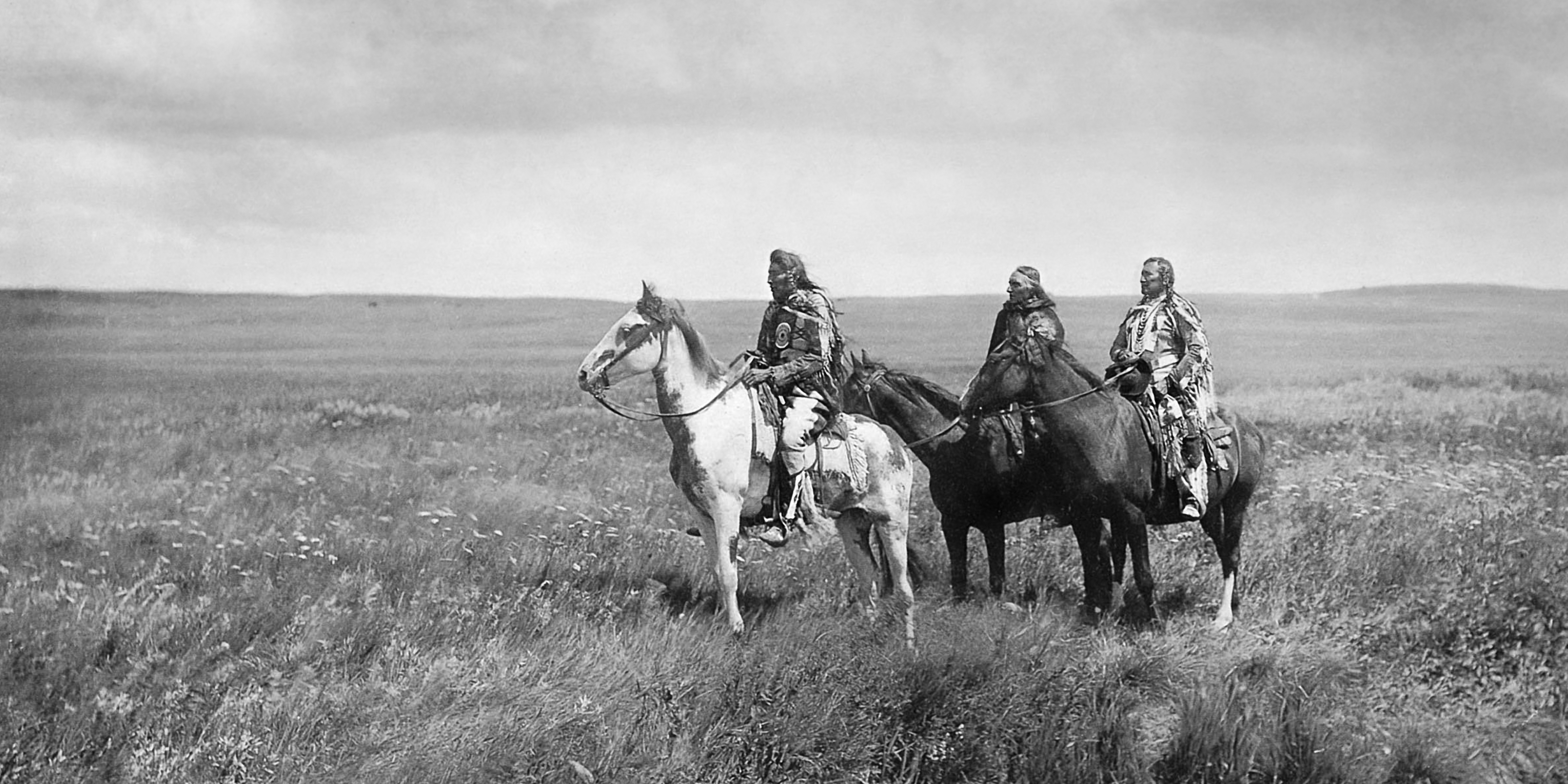
Tres jefes pies negros en una pradera

La reintroducción del caballo en el siglo XVI por los conquistadores españoles facilitó la caza del búfalo y propició la expansión de la tribu por las praderas de América. En general, implicó cambios sustanciales en la cultura de las praderas y cambios en relación con sus vecinos agricultores del este y del sur. Al igual que con la introducción de armas de fuego, la presencia del caballo generó conflictos intra e intergrupales llevando a guerras más frecuentes. En cuanto a los cambios económicos, uno de ellos fue la preponderancia de la caza de caballo, dejando de lado la agricultura, así como la caza de búfalo.

## Sociedad
El curtido de la piel (al aire libre) y la elaboración de ropa, zapatos y tela para los tipis recaía en las mujeres. Ellas también se encargaban de levantar las tiendas, llevar un control sobre las reservas de agua y leña, recolectar plantas silvestres y cuidar de los más pequeños. Los hombres, además de cazar y fabricar las armas, pintaban los tipis y sus ropas.

## Danza del sol
Era una de las ceremonias religiosas más importantes. Celebrada en el solsticio de verano, durante cuatro u ocho días, simbolizaba la regeneración cíclica de la naturaleza y el renacimiento espiritual del hombre. Los participantes eran jóvenes que iban a asumir responsabilidades comunitarias y familiares. Para dar este paso, debían ausentarse unos días y practicar el ayuno. El chamán dirigía las danzas, cantos y ofrendas necesarios para que los neófitos tuvieran una visión de su espíritu guardián y recibieran de este los poderes para curar, defender o dirigir a su pueblo.

## La caza del bisonte
Los pies negros, de vida nómada, eran expertos cazadores de bisontes. Aprovechaban la carne para alimentarse; las pieles para comerciar, abrigarse y cubrir los tipis; la cola para elaborar cuerdas y arcos; los cuernos para armas y utensilios varios; y el cráneo para las celebraciones de la Danza del Sol. Para capturarlo (en primavera y en verano) provocaban la estampida de la manada hacia un desfiladero en forma de «V» que desembocase en un precipicio. Otro método consistía en dispararle flechas desde el caballo.